# 마트베이 사포노프
마트베이 예브게니예비치 사포노프(러시아어: Матвей Евгеньевич Сафонов, 1999년 2월 25일 ~ )는 리그 1 클럽 파리 생제르맹과 러시아 국가대표팀에서 골키퍼로 활약하는 러시아의 프로 축구 선수이다.

## 구단 경력

### 크라스노다르
사포노프는 2017년 8월 13일, 암카르 페름과의 경기에서 크라스노다르 소속으로 러시아 프리미어리그 데뷔 전을 치렀다.  2020년 10월 20일, 그는 UEFA 챔피언스리그에서 렌과의 경기에서 1-1 무승부를 기록하며 팀의 최우수 선수로 선정되었다. 2024년 1월 18일, 사포노프는 크라스노다르와의 계약을 2029년 1월 31일까지 연장했다.

### 파리 생제르맹
2024년 6월 14일, 사포노프는 리그 1 챔피언 파리 생제르맹(PSG)에 합류하여 5년 계약을 체결했다. 언론 보도에 따르면 이적료는 2천만 유로였다. 2024년 9월 18일, 그는 지로나를 상대로 챔피언스리그에서 1-0으로 승리하며 PSG 데뷔 전을 치렀다.

## 국가대표팀 경력
2020년 10월 9일, 그는 튀르키예와 헝가리와의 UEFA 네이션스리그 경기에서 처음으로 러시아 국가대표팀에 소집되었다.
2021년 5월 11일, 사포노프는 UEFA 유로 2020 예비 연장 30인 명단에 포함되었다. 그는 6월 1일, 폴란드와의 친선 경기에서 데뷔했다.
6월 2일, 사포노프는 최종 명단에 포함되었다. 6월 16일, 그는 핀란드와의 조별 리그 러시아의 두 번째 경기에 출전하여 1-0 승리를 거두었다. 그는 6월 21일, 덴마크와의 조별 리그 마지막 경기에서 다시 출전하여 4골을 허용하며 1-4로 패했지만 러시아는 탈락했다.